# Sungai Ara (Pelalawan)
Sungai Ara is een bestuurslaag in het regentschap Pelalawan van de provincie Riau, Indonesië. Sungai Ara telt 898 inwoners (volkstelling 2010).